# Cresson (Pennsylvanie)
Pour les articles homonymes, voir Cresson.
Cresson est un borough situé à l'est de la partie centrale du comté de Cambria, en Pennsylvanie, aux États-Unis,. En 2010, il comptait une population de 1 711 habitants. Il est incorporé le 7 juin 1902.

## Démographie
Lors du recensement de 2010, le borough comptait une population de 1 711 habitants. Elle est estimée, le 1er juillet 2019, à 1 580 habitants.

### Source de la traduction
- (en) Cet article est partiellement ou en totalité issu de l’article de Wikipédia en anglais intitulé « Cresson, Pennsylvania » (voir la liste des auteurs).